# Nannophya
Genre
Nannophya est un genre d'insectes de la famille des Libellulidae, appartenant au sous-ordre des anisoptères dans l'ordre des odonates. Il comprend six espèces .

## Espèces du genreNannophya
- Nannophya australis Brauer, 1865
- Nannophya dalei (Tillyard, 1908)
- Nannophya katrainensis Singh, 1955
- Nannophya occidentalis (Tillyard, 1908)
- Nannophya paulsoni Theischinger, 2003
- Nannophya pygmaea Rambur, 1842